# Hoogstraat en omgeving
Hoogstraat en omgeving is een buurt in het stadsdeel Noordwest in de stad Utrecht. De buurt is de enige in Noordwest die op de oostelijke oever van de Vecht ligt. Door de kleine ophaalbrug Rode brug is het buurtje verbonden met de rest van Noordwest. De buurt telde in 2009 698 inwoners.
De buurt wordt begrensd door de Vecht, de Loevenhoutsedijk, de Brailledreef en de spoorlijn Utrecht - Kampen. De buurt ligt ten oosten van Ondiep en ten westen van Overvecht; de Loevenhoutsedijk vormt een belangrijke verbinding tussen die twee.
De buurt wordt, net als Ondiep, Zuilen-Noord/Oost en andere kleinere buurten, momenteel of in de komende jaren gerenoveerd. Daarbij worden ook huizen gesloopt en vervangen door nieuwbouw.

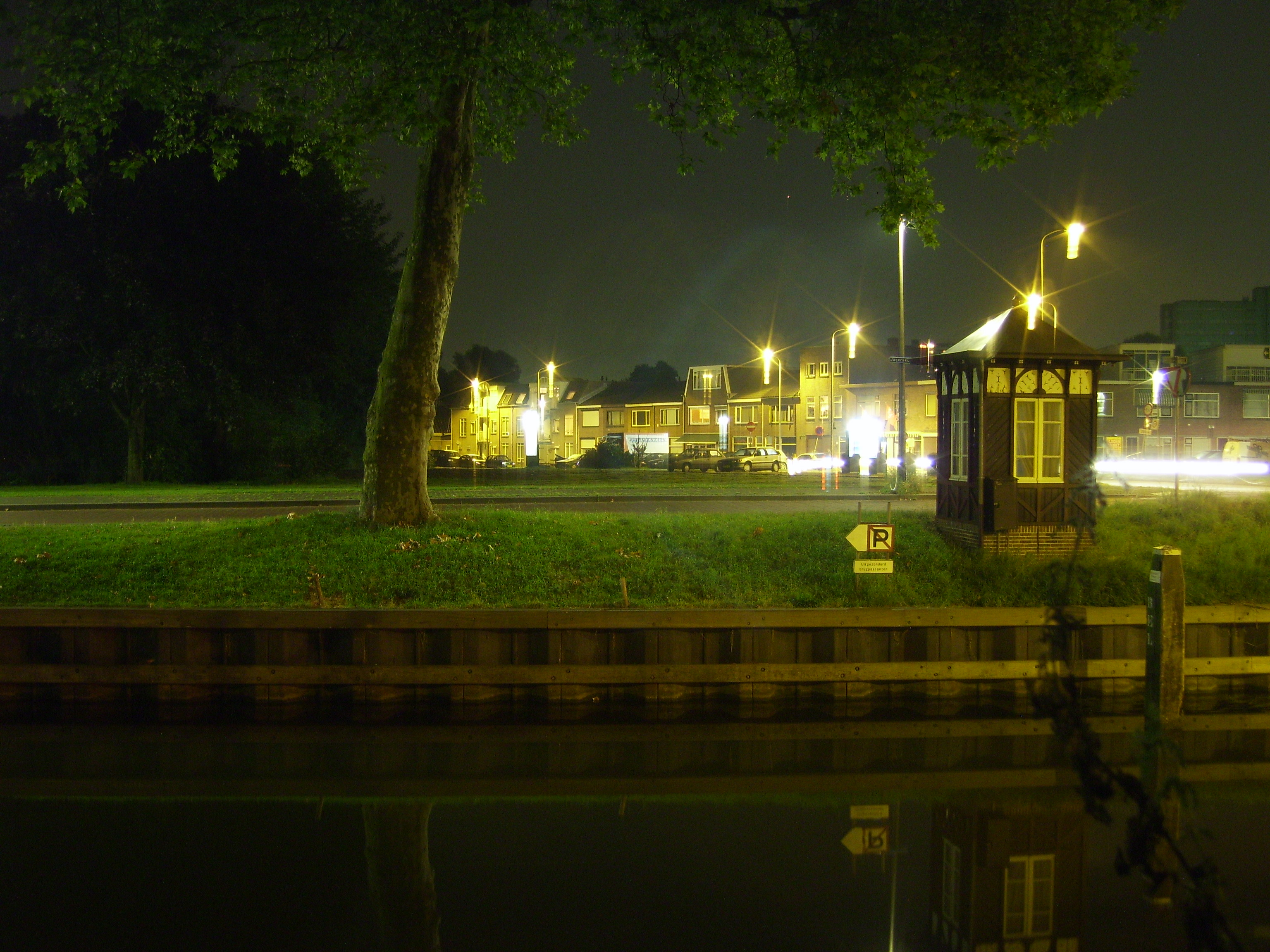
Huizen aan de Loevenhoutsedijk

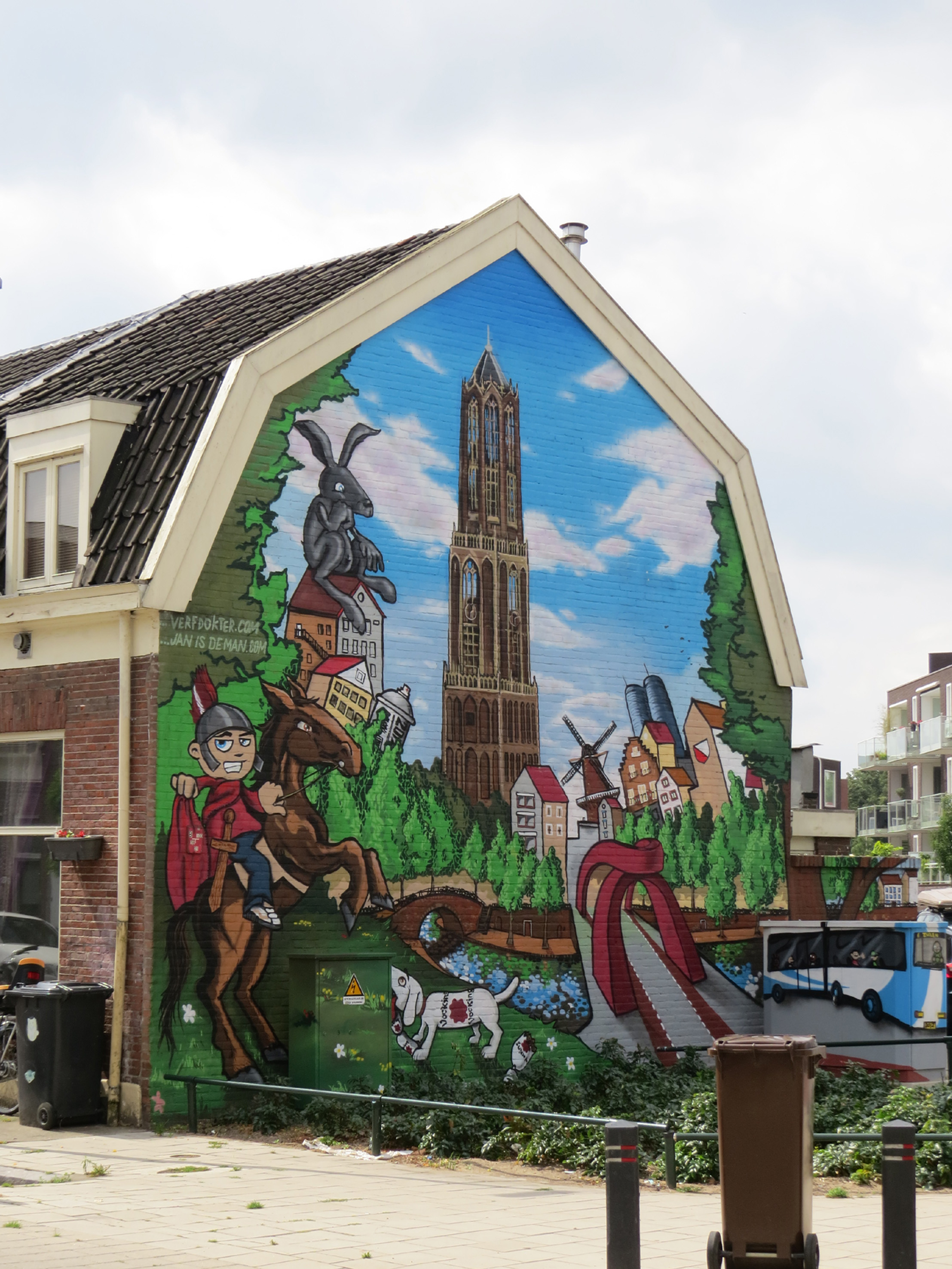
Muurschildering aan de Loevenhoutsedijk door Verfdokter ism JanIsDeMan

2e Daalsebuurt en omgeving · de Driehoek · Egelantierstraat, Mariëndaalstraat e.o. · Elinkwijk en omgeving · Geuzenwijk · Julianapark en omgeving · Loevenhoutsedijk en omgeving ·  Ondiep · Prins Bernhardplein en omgeving · Queeckhovenplein en omgeving · Schaakbuurt · Zuilen-Noord